# Urchin (Software)
Urchin war eine Web-Analytics-Software, die das Verhalten von Nutzern einer Website grafisch darstellt. Sie wurde ursprünglich vom US-amerikanischen Unternehmen Urchin Software Corporation im Jahr 1998 entwickelt. Nach dem Kauf durch das US-amerikanische Unternehmen Google Inc. im Jahr 2005 wurde die Weiterentwicklung der Software schließlich im März 2012 eingestellt.

## Geschichtliche Entwicklung
Paul Muret begann im Jahr 1998 mit einigen Studienkollegen, eine Software für die grafische Auswertung von Webserver-Logfiles zu entwickeln. Im Jahr 2004 war die Software in zwei Versionen erhältlich:
- Urchin Version 5.7.03 (Kaufsoftware, auf eigenem Server installiert)
- Urchin on Demand (ASP-Lösung; auch als Version 6 bezeichnet)

Im Frühjahr 2005 wurde die Urchin Software Corporation von Google Inc. übernommen. Das Produkt Urchin on Demand wurde im November 2005 in Google Analytics umbenannt und für die kostenfreie Nutzung veröffentlicht. Die Kaufversion von Urchin wurde von Google weiterentwickelt und im Frühjahr 2008 in der Version 6.4.00 (nur mit englischer Nutzeroberfläche) veröffentlicht. Diese Version erinnerte vom Look and Feel her an die erste Version von Google Analytics.
Die grafisch aufbereiteten Daten werden von der Version 6 in 114 Berichten angezeigt, die sich verteilt unter den fünf Berichtssektionen Weboptimierung, Marketing-Optimierung, Content-Optimierung, E-Commerce-Analyse und IT-Berichte befinden. Die einzelnen Berichte sind jeweils mit einem kurzen Hilfetext beschrieben. In Urchin können bis zu 1.000 Profile und 1.000 Protokollquellen (in Version 6.6.02 bis zu 3.000 Protokollquellen und ab Version 6.6.03 ohne Protokollquellen-Limitierung) eingerichtet werden.
Weitere Meilensteine in der Entwicklung von Urchin Software seit diesem Zeitpunkt waren:
- Version 6.4.01 (internationales Release mit multilingualer Nutzeroberfläche)
- Version 6.4.02 (Service Pack zur Vorversion)
- Version 6.5.00 (Integration der Auswertung von Google AdWords und Yahoo Search Marketing)
- Version 6.5.01 (internationales Release mit multilingualer Nutzeroberfläche)
- Version 6.6.00 (Umfangreiche Erweiterung der Berichte in Bezug auf Suchmaschinenmarketing)
- Version 6.6.01 (Service Pack zur Vorversion)
- Version 6.6.02 (internationales Release mit multilingualer Nutzeroberfläche sowie Implementierung einer Lightweight Geo-Datenbank)
- Version 6.6.03 (internationales Release ohne Protokollquellenlimitierung und mit Anbindung an Google AdWords API v200909)
- Version 7.000 (64-Bit Support, neue Benutzeroberfläche, Ereignis-Tracking)[1][2]

Die neuen Features in Urchin 7: 64-bit-Unterstützung, überarbeitete Oberfläche, Google AdWords Tag Manager, 1.000 Profile ohne Protokollquellen-Limit, Ereignis-Tracking, parallele Profilverarbeitung, erweiterte Segmentierung, benutzerdefinierte DNS-Einträge, anpassbare Geo-Datenbank, Permalinks, Neugruppierung der Berichte, Neue Daten-API 2.0, benutzerdefinierte Filterreihenfolge, erweiterte Suchtabellen, neuer Bericht „Site-Summary“.
Im Januar 2012 gab Google bekannt, die Client-Software „Urchin Software“ einzustellen und stattdessen allein auf die Server-Version zu setzen.
Die von Urchin eingeführten UTM-Parameter haben auch nach Einstellung der Software weiter Bestand.

## Technische Merkmale
Urchin Software konnte auf den Betriebssystemen Windows und Linux eingesetzt werden. Ab Version 6 war die Installation einer Datenbank (MySQL oder PostgreSQL) zur Speicherung der Konfiguration zwingend erforderlich.
Es konnten unterschiedliche Protokollquellenformate ausgewertet werden, wie z. B. die von Apache und Microsoft IIS, aber auch Google AdWords und Yahoo Search Marketing. Weiterhin bestand auch die Möglichkeit, eigene Logdateiformate zu erstellen. Mit Custom Reports konnten neue Berichte nach eigenen Anforderungen erstellt werden.